# Privatbrauerei Moritz Fiege
Die Privatbrauerei Moritz Fiege GmbH & Co. KG ist eine 1878 gegründete Familien-Brauerei in Bochum.

## Geschichte

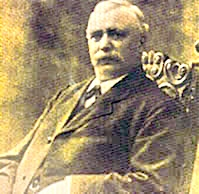
Johann Fiege

Die Ursprünge der Geschichte der Privatbrauerei Moritz Fiege gehen zurück bis ins Jahr 1736 und den Schankwirt Moritz Fiege, der an der Beckstraße in Bochum eine Fusel- und Branntweinbrennerei unterhielt. Sein Nachfahre Franz Moritz Wilhelm Bernhard Fiege, ebenfalls kurz Moritz Fiege genannt, betrieb im Zentrum von Bochum ebenfalls eine kleine Wirtschaft. Er bekam 1876 die Braurechte der Stadt Bochum und baute an seine Wirtschaft eine Hausbrauerei zur Deckung des eigenen Bedarfs an. Er übertrug die Braurechte an seinen Ziehsohn Johann Wilhelm Knühl-Fiege, kurz Johann Fiege, der 1878 den Braubetrieb am heutigen Standort an der Moritz-Fiege-Straße (ehemals: Scharnhorststraße) in Bochum aufnahm und damit den Grundstein für das heutige Unternehmen legte.
Ab 1902 unterstützte Moritz Knühl-Fiege, kurz ebenfalls Moritz Fiege, seinen Vater in der Brauerei, die er im gleichen Jahr übernahm. Mit dem Ausbruch des Ersten Weltkrieges im Jahre 1914 und der Einberufung von Moritz Fiege stellte er den Braubetrieb ein, nach seiner Rückkehr aus dem Krieg baute er sie jedoch wieder auf und modernisierte die Anlage. 1926 entwickelte und braute Moritz Fiege mit Hilfe seines eingestellten Braumeisters das Moritz Fiege Pils, das im Ruhrgebiet eine neue Bierspezialität und für das Unternehmen einen großen Erfolg darstellte. 1928 erfolgte die Erstabfüllung von Flaschenbier mit Bügelverschluss in der Brauerei.
Im Zweiten Weltkrieg wurde die Brauerei nahezu vollständig zerstört, ein Wiederaufbau erfolgte erst drei Jahre nach Kriegsende nach dem Einstieg von Ernst Knühl-Fiege, kurz Ernst Fiege, in das Unternehmen. 1949 wurde die Brauereibeschränkung der Alliierten aufgehoben und auch die Privatbrauerei Moritz Fiege durfte wieder Bier produzieren. Da die Brauerei bereits vor dem Zweiten Weltkrieg auf das Pils setzte, kam ihr die in der Nachkriegszeit eintretende „Pilswelle“ sehr entgegen. Die Nachfrage wandte sich vom traditionellen Export-Bier, welches als Bier der Arbeiter galt, ab und dem modernen Pils zu. Der Historiker Phil Kilzer führt darauf den enormen Erfolg der Privatbrauerei zurück, die sich somit gegenüber ihren größeren Konkurrenten behaupten konnte. So setzten die Bochumer Brauerei Schlegel als auch die Dortmunder Brauereien mehrheitlich auf das Export, letztendlich ein Grund für ihren Abstieg. Ab 1953 erfolgte durch den Bau eines neuen Gärkeller-Hochhauses ein weiterer Ausbau, 1963 kam ein neuer Lagerkeller und 1964 eine neue Flaschenabfüllanlage hinzu. 1970 nahm zudem das neue Sudhaus seinen Betrieb auf. 1978 feierte die Familienbrauerei das 100-jährige Jubiläum und das „Ökumenische Altenzentrum Kaiseraue“ in Bochum.

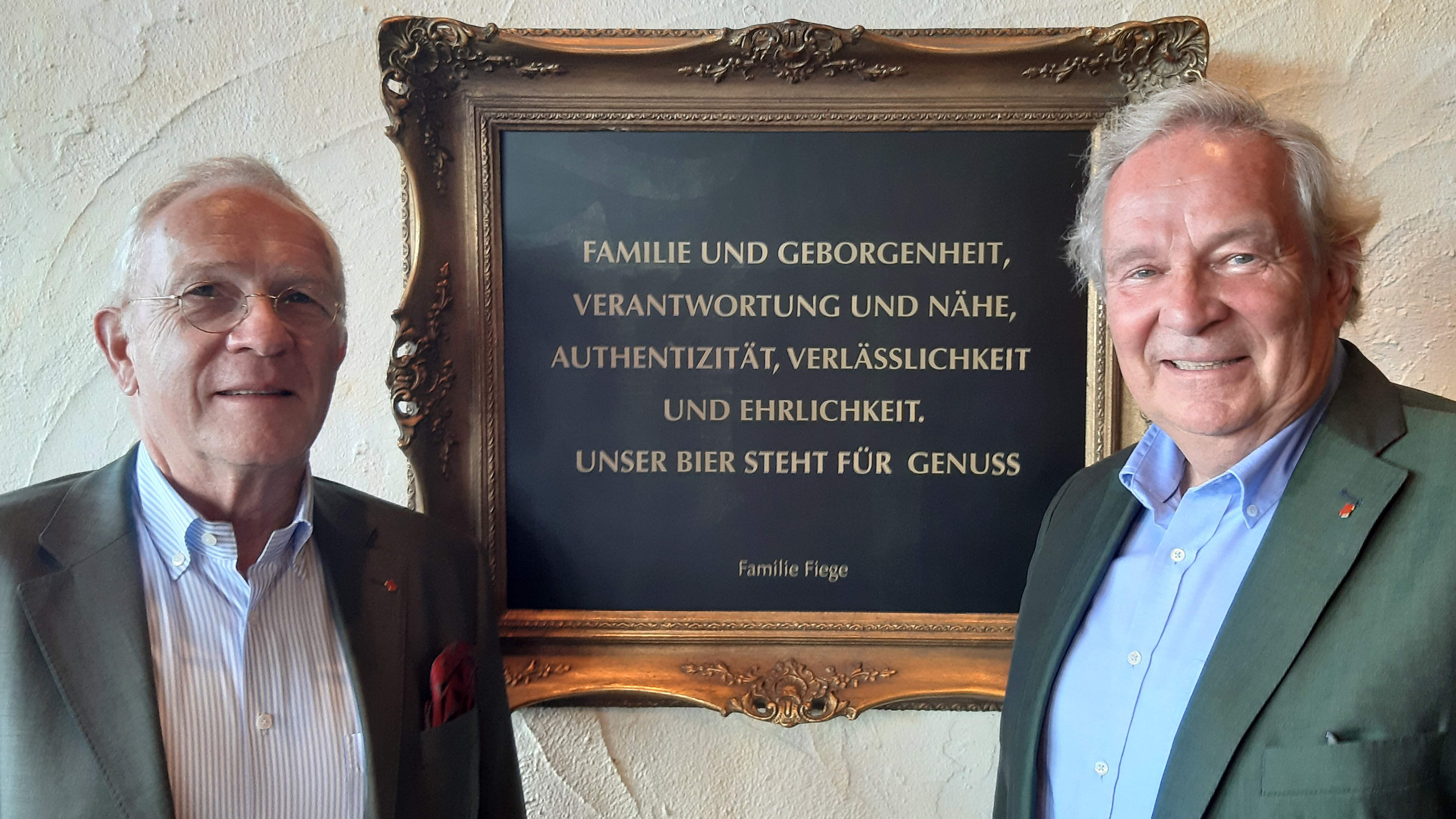
Hugo und Jürgen Fiege

1981 stiegen die Söhne Jürgen und Hugo Fiege in das Familienunternehmen in fünfter Generation ein und übernahmen die Brauerei nach dem plötzlichen Tod von Ernst Fiege im Jahr 1987. Sie erweiterten das Bierspektrum und stellten die Abfüllung seit 2002 vollständig auf Bügelverschlussflaschen um. In dieser Zeit bauten die beiden Brüder das Bier zu einem Markenprodukt aus, nachdem die Veränderungen im Kaufverhalten dies notwendig machten. Sie wussten das Ruhrgebiet als Markenkern zu nutzen und setzten dabei auf die starke Identifikation mit ihrer Heimat. Zum 125-jährigen Jubiläum am 19. Februar 2003 rief die Familie die „Initiative Villa Marckhoff“ ins Leben, die eine Renovierung des architektonisch wertvollen Altbaus des Kunstmuseums Bochum ermöglichte. 2006 schloss sich die Brauerei Moritz Fiege der Initiative Die Freien Brauer an, in der sich 40 mittelständische, inhabergeführte Brauereien aus Deutschland, Österreich und Luxemburg der Pflege der Braukunst widmen. Seit 2013 verpflichtet sich die Privatbrauerei zur Einhaltung der Qualitätsstandards des Gütesiegels Slow Brewing.
2015 erhielt das Unternehmen für seine Ausbildungs- und Qualifizierungsleistungen die Auszeichnung „Meister.Werk.NRW“. 2019 trat mit Carla und Hubertus Fiege die sechste Generation der Familie Fiege in das Unternehmen ein, welche seit Anfang Juli 2023 die Geschäftsführung übernommen haben. Die Brauerei gab im Sommer 2024 bekannt, neben dem Verkauf von Getränken in Pfandflaschen mit Bügelverschluss als traditionellem Markenzeichen des Hauses auch Einwegdosen anzubieten.

## Sorten

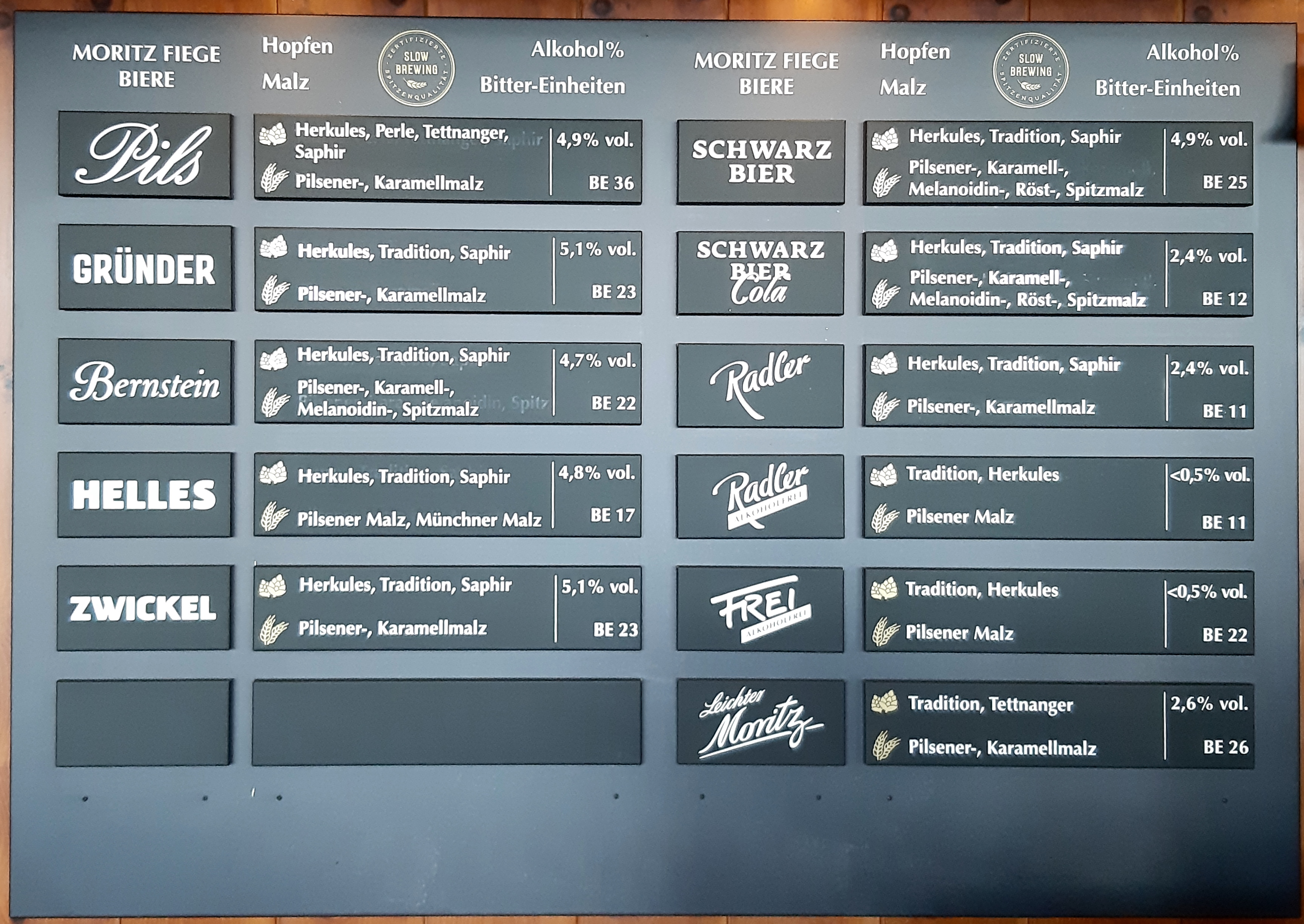
Biersortentafel mit Volumenprozent und Bittereinheiten

Die Brauerei bietet u. a. folgende Biersorten an (Stand: Januar 2025): Pils, Gründer, Zwickel, Helles, Bernstein, Leichtbier (Leichter Moritz), Schwarzbier und Frei (Pils). In der Serie Moritz Fiege Charakter gibt es zudem die Sorten Sommerhopfen, Holunderhopfen und Pilsbock. Hinzu kommen als Biermischgetränke Radler, Radler alkoholfrei, Schwarzbier Cola sowie ein Bierbrand mit einem Alkoholgehalt von 40 %.

## Bierkutschermütze

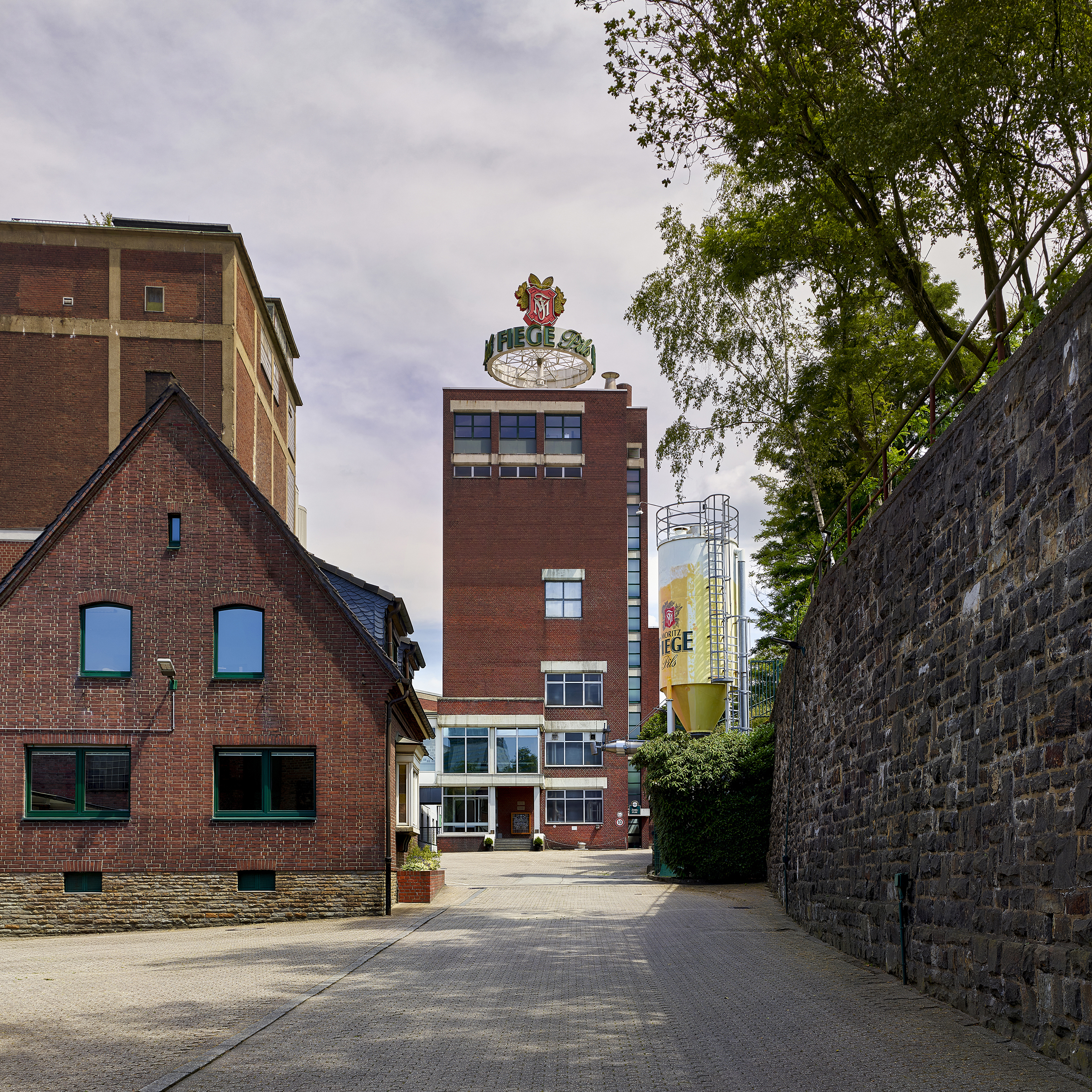
Das Sudhaus

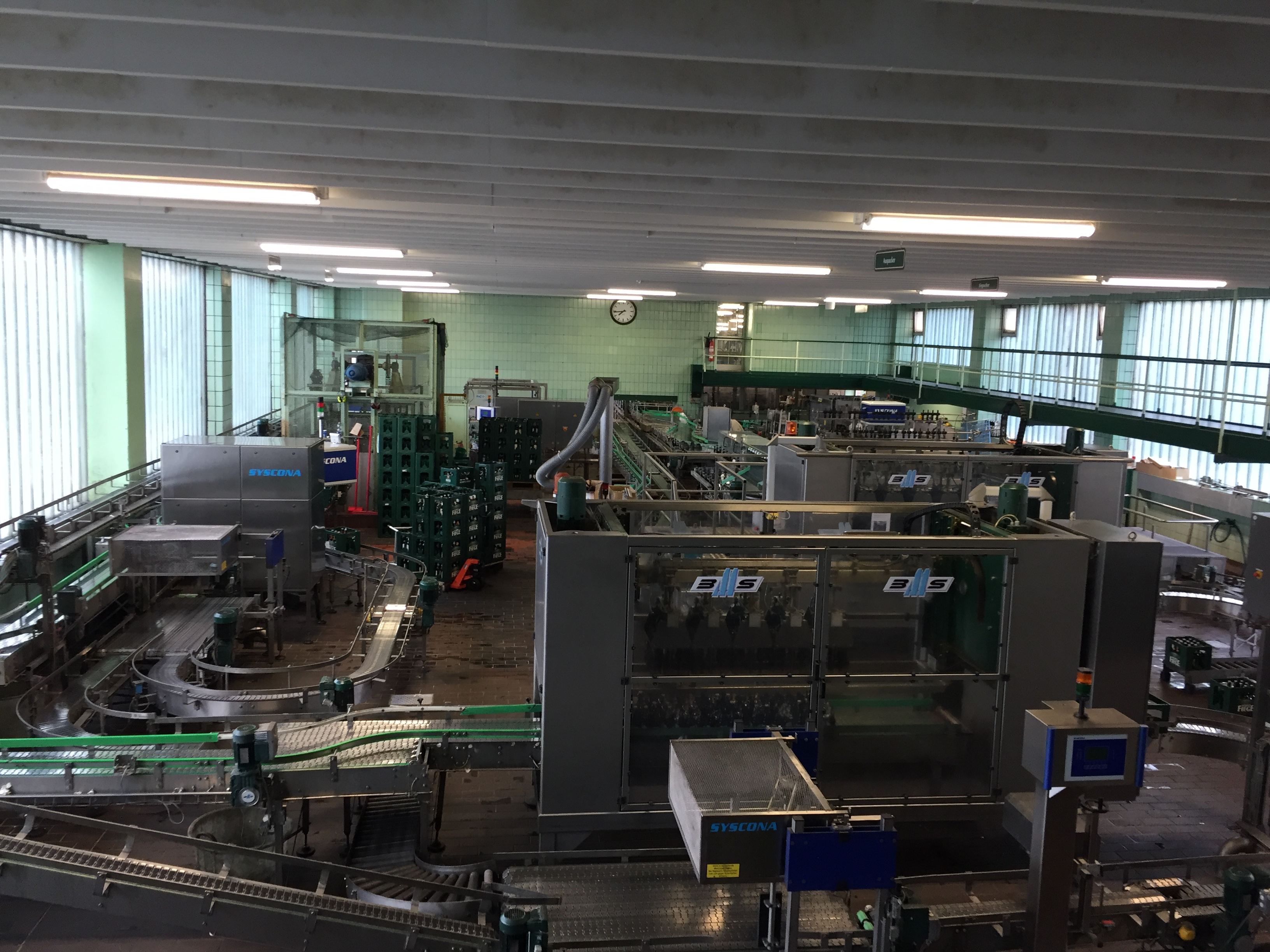
Die Abfüllanlage

Mit der „Bierkutschermütze“ zeichnet die Brauerei seit 2003 Persönlichkeiten des Ruhrgebiets aus, die sich in „besonderem Maße für das Gemeinwohl und den Zusammenhalt in der Region“ engagieren.
Aufgrund der Covid-19-Pandemie setzte die Brauerei die Preisverleihung für das Jahr 2021 aus, die mit der Auszeichnung verbundene Spende ging an die vom Hochwasser schwer getroffene DLRG-Bochum-Süd.
Die Träger der Bierkutschermütze:
- 2003: Ernst-Otto Stüber, Oberbürgermeister der Stadt Bochum
- 2004: Wolfgang Clement, Bundeswirtschaftsminister a. D.
- 2005: Frank Goosen, Kabarettist und Autor
- 2006: Norbert Lammert, Bundestagspräsident
- 2007: Werner Altegoer, ehemaliger Aufsichtsratsvorsitzender des VfL Bochum
- 2008: Manfred Breuckmann, WDR-Radiomoderator und Sportjournalist
- 2009: Wilfried Neuhaus-Galladé, J. D. Neuhaus GmbH, Geschäftsführer des ältesten noch in Gründerhand befindlichen Maschinenbauunternehmens Deutschlands aus Witten
- 2010: Elmar Weiler, Rektor der Ruhr-Universität Bochum
- 2011: Dieter Gorny, deutscher Medienmanager und Musiker
- 2012: Norman Faber, Inhaber der Firmengruppe Faber Lotto-Service, und Steven Sloane, Generalmusikdirektor der Bochumer Symphoniker
- 2013: Annegret Schaber, Straßenbau-Ingenieurin
- 2014: Sibylle Broll-Pape, bis 2015 Intendantin und künstlerische Leiterin des Prinzregenttheaters
- 2015: Hanns Hatt, Duftforscher von der Ruhr-Universität Bochum, Inhaber des Lehrstuhls für Zellphysiologie und Autor
- 2016: Lars von der Gönna, Journalist
- 2017: Christian Eggert, Kulturveranstalter
- 2018: Christian Großmann, Unternehmer, Gründer des Start-ups ingpuls (Entwicklung und Herstellung von Formgedächtnislegierungen)
- 2019: Manfred Baasner, 1. Vorsitzender und Gründer der Vereine „Wattenscheider Tafel“, „Bochumer Tafel“ und „Bochumer Kinder-Tafel“
- 2020: Franz Xaver Ohnesorg, Intendant des Klavier-Festival Ruhr
- 2023: Ivan Stuckert, Bochumer Pastor, stellvertretend für die „Gesellschaft Bochum-Donezk“[7]
- 2024: Stefan Vahldieck, seit 2019 erster Vorsitzender der Bochumer Maiabendgesellschaft 1388 e. V.
- 2025: Christian Stratmann, Theaterleiter und Gründer des Volkstheaters Mondpalast in Wanne-Eickel